# 西松ケ丘 (生駒市)
西松ケ丘（にしまつがおか）は、奈良県生駒市の町名。住居表示実施済み。郵便番号は630-0246。

## 地理
生駒市中部に位置し、北に俵口町、西に光陽台、南に北新町、東に東松ケ丘と接している。

## 歴史
谷田・俵口に属していた松ケ丘地区では、昭和17年（1942年）に白百合幼稚園が創設され、戦後の昭和24年（1949年）に生駒中学校の校舎建設が始まり、松ケ丘自治区が俵口から分離した。住宅地開発が進み人口が急増する中、昭和36年（1961年）、西松ケ丘自治区の分離により東松ケ丘と西松ケ丘に分かれ、昭和43年（1968年）、住居表示が施行された。

### 沿革
- 1968年（昭和43年） - 生駒町谷田・俵口から分離し、生駒町西松ケ丘が成立[7]。
- 1971年（昭和46年） - 生駒市西松ケ丘となる[7]。
- 1975年（昭和50年） - 光陽台が分離[7]。

## 世帯数と人口
2020年（令和2年）10月1日現在の世帯数と人口は以下の通りである。
| 町丁     | 世帯数  | 人口    |
| -------- | ------- | ------- |
| 西松ケ丘 | 936世帯 | 2,028人 |

### 人口の変遷
国勢調査による人口の推移。
| 1995年（平成7年）  | 2,177人 | [ 8 ]  |  |
| 2000年（平成12年） | 2,300人 | [ 9 ]  |  |
| 2005年（平成17年） | 2,213人 | [ 10 ] |  |
| 2010年（平成22年） | 2,134人 | [ 11 ] |  |
| 2015年（平成27年） | 2,041人 | [ 12 ] |  |

### 世帯数の変遷
国勢調査による世帯数の推移。
| 1995年（平成7年）  | 784世帯 | [ 8 ]  |  |
| 2000年（平成12年） | 864世帯 | [ 9 ]  |  |
| 2005年（平成17年） | 882世帯 | [ 10 ] |  |
| 2010年（平成22年） | 918世帯 | [ 11 ] |  |
| 2015年（平成27年） | 862世帯 | [ 12 ] |  |

## 事業所
2016年（平成28年）現在の経済センサス調査による事業所数と従業員数は以下の通りである。
| 町丁     | 事業所数 | 従業員数 |
| -------- | -------- | -------- |
| 西松ケ丘 | 40事業所 | 148人    |

## 施設
- 生駒市立生駒中学校
- 白百合幼稚園
- 芸術会館 美楽来
- 生駒霊苑